# Bataille du cap Saint-Vincent (1833)
Pour les articles homonymes, voir Bataille du cap Saint-Vincent.
Guerre civile portugaise
Batailles
- Coruche
- Vila da Praia (navale)
- Porto
- Ponte Ferreira
- Souto Redondo
- Cap Saint-Vincent (navale)
- Alcácer do Sal
- Pernes
- Almoster
- Sant’Ana
- Asseiceira

La bataille du cap Saint-Vincent est un combat naval livré le 5 juillet 1833 au large des côtes portugaises, pendant la guerre civile portugaise (1828-1834). Une escadre libérale, commandée par l'amiral britannique Charles Napier, y défait la flotte du roi Michel Ier ,.

## Prélude
Depuis 1828, une guerre civile oppose Michel Ier aux libéraux conduits par Pierre de Portugal. Ceux-ci ont le soutien du Royaume-Uni et donnent à Charles Napier le commandement de leur flotte, en février 1833. Napier utilise alors le nom de Carlos Da Ponza pour échapper à l'amende que l'État britannique inflige à ses ressortissants servant dans une armée étrangère. Ce nom rappelle un des exploits de Napier lors des guerres napoléoniennes lorsqu'en 1813, il captura l'île italienne de Ponza. Charles Napier prend le commandement de la flotte libérale alors que les libéraux sont assiégés à Porto. Le tempérament inflexible de l'amiral britannique permet de restaurer l'ordre dans une flotte proche de la mutinerie. Il installe son pavillon sur le navire Rainha de Portugal 46 commandé par le capitaine F.G. MacDonough avec comme chef d'état-major son propre beau-fils, Charles Elers Napier. Le 20 juin, il appareille de Porto. Sa flotte transporte le duc de Terceira ainsi que la moitié de l'armée de l'Algarve avec pour but d'ouvrir un second front dans le sud du pays d'où les libéraux pourraient marcher sur Lisbonne. Après le débarquement, il croise sur le chemin du retour la flotte de Michel Ier largement supérieure en nombre au large du cap Saint-Vincent le 3 juillet 1833. Après deux jours de manœuvres par temps calme, Charles Napier passe à l'action.

## La bataille
La flotte de Napier est constituée de six navires (trois frégates, une corvette, un brick et une goélette), le tout transportant 176 canons. Il a aussi sous son commandement quelques navires à vapeur dont il espère se servir comme remorqueurs. Espoir déçu par la fuite des navires le 4 juillet. De son côté, la flotte migueliste compte plusieurs vaisseaux de ligne, une frégate, un chebec, trois corvettes et un brick, ce qui fait un total de 372 canons ,. Le 5 juillet à 4 heures du matin, le vent se lève pour se calmer peu après. Napier attaque alors son adversaire tout en ayant à l'esprit l'impossibilité qu'il a de pouvoir soutenir une longue canonnade. Grâce à une habile navigation, il empêche son adversaire de se servir de ses canons et monte à l'abordage, la décision se fera au corps à corps. Durant ce combat, les libéraux capturent plusieurs vaisseaux de ligne, une frégate et une corvette dont les équipages acceptent de se rallier à Marie II. Un autre navire se joint ensuite aux libéraux. Vaincu, le reste de la flotte de Michel se replie sur Lisbonne. Les pertes des forces de Napier se sont élevées à seulement trente morts dont le commandant du Rainha de Portugal ainsi que deux autres capitaines. Les libéraux eurent aussi 60 blessés dont le beau-fils de Charles Napier. Les miguelistes ont eux 300 morts ou blessés dont le commandant, Manuel António Marreiros ,. Le 6 juillet, apprenant la victoire, le régent Pierre de Portugal nomme Napier vicomte du cap Saint-Vincent. Peu de temps après, la flotte libérale est ravagée par le choléra. Napier réussit à mettre le reste en sécurité à Lisbonne récemment reconquise par les libéraux. À la suite de la libération du sud du pays après la bataille d'Almada, Napier rend visite à l'amiral Sir William Parker qui le reçoit comme un amiral (au vu de son grade portugais). Ce combat est considéré par la marine britannique comme un haut fait d'armes. Pour les Portugais, la bataille du cap Saint-Vincent permet en partie la capture de Lisbonne et donc le renversement de Michel Ier.

## Navires impliqués

### Navires libéraux
- Rainha de Portugal 46 (capitaine MacDonough)
- Dona Maria 42 (Peake)
- Dom Pedro 50 (Thomas Goble)
- Vila Flor 18 (Ruxton)
- Portuense 20 (Blackstone)
- Faro 6

Un petit nombre de remorqueurs à vapeur et de transports.

### Navires miguelistes
- Nau Rainha 74 (Barradas) – capturé par Rainha de Portugal
- Dom João 74 – capturé par Dom João 74
- Martinho de Freitas 50, capturé
- Duquesa da Bragança 56, capturé
- Isabel Maria 22 (corvette), capturé
- Princesa Real 24 (corvette)
- Tejo 20 (corvette)
- Sybille 20 (corvette)
- Audaz 18 (brig)
- Activa (xebec)
- Plusieurs autres brigs.

## Sources
- Récit tiré des mémoires de Charles Napier sur la bataille.

1. 1 2 3  Napier, (1836)
2. 1 2 3  Napier, (1995)